# ناریا (مجموعه تلویزیونی)
ناریا، مجموعه تلویزیونی ایرانی به کارگردانی جواد افشار و نویسندگی حمید رسول هدایتی‌پور است که در مرکز معاونت برون مرزی سازمان صدا و سیمای جمهوری اسلامی ایران تولید شده است. این مجموعه از ۳۰ فروردین تا ۷ تیر ۱۴۰۴ از شبکه یک پخش شد و از ۱۵ مرداد ۱۴۰۴ دوباره از شبکه تماشا بازپخش شد.
پخش:شبکه یک و شبکه تماشا

## خلاصه داستان
هوژان، دختر نخبه و دانشمند ایرانی به دنبال اختراع پدیده‌ای است که ایران را از واردات محصولی استراتژیک بی‌نیاز کند. در این میان گروهی از تبهکاران و گنگسترهای داخلی و خارجی به دنبال مانع‌تراشی و جلوگیری از تحقق این اختراع هستند.

## بازیگران
- سامان صفاری
- امیریل ارجمند
- کاظم بلوچی
- فریبا متخصص
- خسرو شهراز
- کاوه سماک باشی
- حسن میرباقری
- نسیم ادبی
- ویدا جوان
- کمند امیرسلیمانی
- سپند امیرسلیمانی
- آزیتا ترکاشوند
- میر هامون سیدی
- رامبد شکرآبی
- حسن اسدی
- مهرداد ضیایی
- شراره رخام
- سولماز حصاری
- افشین سنگ‌چاپ
- فرشید نوابی
- سیروس سپهری
- آزاده ریاضی
- جلیل بشتام
- سینا جعفری
- مهدی شیخ عیسی
- ملیکا عبداللهی
- زهرا فراهانی
- سعید پاکزاد
- مریم عطیه میرزایی
- فریبا صادقیان
- معصومه پاشایی
- میثم ولی‌خانی
- فاطمه حسینی
- وحید شیخ‌زاده
- محمد حاجی‌بابایی
- احمد پور خوش
- مهتاب عسگری
- محمدباقر مرادی
- آرام چراغی
- امیرعباس پیام
- نیکو آزاد
- هانیه اللهیاری
- بهنام داوری
- مصطفی قلندرلکی
- امیر خانزاده
- مسعود میاح
- عباس محمدی
- محسن عباسپور
- فرناز فضلی
- مهدی شاکریان
- ابراهیم مرادی
- مجتبی مرادی
- رئوف خوش‌اخلاق
- مسعود خوش‌اخلاق
- علی خطیب
- محمدرضا شریفی‌نیا
- آشا محرابی
- افسانه چهره‌آزاد
- رز رضوی
- سیدجواد هاشمی
- اتابک نادری
- صدرالدین حجازی
- حسین سحرخیز
- محمد شیری
- شاهد احمدلو
- زارا نادری‌فر در نقش هوژان
- محمدسعید فرازمند در نقش سوران
- دنیا فتحی در نقش مستانه
- نادیا شادمان
- دنیا دهقان
- آن ماری سلامه
- آیسل کاپلان
- واهاک عزیزیان
- ژاکلین آواره
- نانت تومه
- گارنی شاه‌مرادیان